# いすみ鉄道いすみ線
いすみ線（いすみせん）は、千葉県いすみ市の大原駅から、千葉県夷隅郡大多喜町の上総中野駅までを結ぶいすみ鉄道の鉄道路線。旧国鉄の特定地方交通線である東日本旅客鉄道（JR東日本）の木原線を引き継いだ路線である。

## 概要
JR東日本外房線大原駅から分岐して房総半島東側から内陸部に入り、上総中野駅で接続する小湊鉄道線と合わせて半島横断線を形成する。国吉駅 - 総元駅間付近では夷隅川に沿って敷設されている。
開業以来、慢性的な赤字に悩まされ続けており、存亡の機に瀕していた。2007年10月29日に行われたいすみ鉄道再生会議で、2009年度までの2年間は収支検証期間として存続する方針が決定され、2009年度の決算で収支の改善が見込めない場合は廃止を前提に代替交通を検討することになった。
そこで、いすみ鉄道は増便や駅の命名権（ネーミングライツ）売却、新駅開設（城見ヶ丘駅）など経営改善策と乗客獲得策を打ち出した。その結果、経営状態の回復が認められ、2010年8月6日にいすみ鉄道線の存続が決定した。

### 路線データ
- 管轄（事業種別）：いすみ鉄道（第一種鉄道事業者）
- 路線距離（営業キロ）：26.8 km
- 軌間：1067 mm
- 駅数：14駅（起終点駅含む）
- 複線区間：なし（全線単線）
- 電化区間：なし（全線非電化）
- 閉塞方式：特殊自動閉塞式（電子符号照査式）
  - 交換可能駅：3（上総東駅、国吉駅、大多喜駅）
- 最高速度：65 km/h[2]
- 保安装置：ATS-SN
- 車両基地所在駅：大多喜駅
- IC乗車カード対応区間：なし

## 沿線概況
頭端式ホーム1面2線の大原駅を発車し、大原踏切の先でJR外房線と分かれて北西に進路をとる。塩田川・新田川を渡り、国道465号線と接近すると単式ホーム1面1線の西大原駅。左カーブで国道と離れると田園地帯へ。佃踏切を過ぎると丘陵が接近してくる。前身の夷隅軌道時代には七曲隧道で抜けていた切り通しで、塩田川水系と夷隅川水系の分水嶺を越える。再び国道465号線と接近すると対向式ホーム2面2線の上総東駅に着く。
落合川を渡り、第一大多喜街道踏切で国道465号線と交差し、アップダウンを過ぎると撮影名所の新田野桜並木を通過、1面1線の新田野駅。第二大多喜街道踏切で国道465号線と交差し、夷隅川を渡ると対向式ホーム2面2線に留置線もある旧夷隅町の中心にある国吉駅に着く。
苅谷商店街の南側を通過し、第三大多喜街道踏切で国道465号線と交差。田園地帯を西進する途中に、撮影名所の第二五之町踏切がある。初音川を渡り、行川踏切で千葉県道151号夷隅瑞沢線と交差すると単式ホーム1面1線の上総中川駅。妙泉寺の門前を過ぎ、夷隅川を渡ると大多喜町に入る。人道橋のある切り通しを抜けると、新興住宅地に単式ホーム1面1線の城見ヶ丘駅。国道297号線をアンダーパスし、大多喜城の展望が開けると夷隅川を渡り、千葉県道172号大多喜里見線をガードで越えると、いすみ鉄道の本社・車両基地があり大多喜町の中心でもある対向式ホーム2面2線の大多喜駅に着く。
大多喜小学校の裏手を過ぎると、大多喜城との撮影名所である三口鉄橋で夷隅川を渡る。大多喜病院の横を過ぎ、再び夷隅川を渡ると単式ホーム1面1線の小谷松駅。房総導水路の終点・大多喜浄水場のある台地の麓をめぐり、勝浦街道踏切で国道465号線と交差すると単式ホーム1面1線の東総元駅。撮影名所である高塚山の左カーブを過ぎ切り通しを抜けると、三育学院大学の最寄りであり、秘境駅とも称される単式ホーム1面1線の久我原駅に着く。
夷隅川を渡り、ここからは支流の西畑川に沿う形になるとすぐに、開通時は終点であった単式ホーム1面1線の総元駅。すぐに西畑川を渡り、切り通しを抜けると平沢川を渡る。山間部の耕地の間を進み、国道465号線に再び接近すると、単式ホーム1面1線の西畑駅に着く。
再び西畑川を渡って国道465号線沿いの平場を進み、堀切興津踏切で千葉県道177号勝浦上野大多喜線と交差すると間もなく、いすみ鉄道は島式ホーム1面1線、小湊鉄道は単式ホーム1面1線の終点・上総中野駅に到着する。

## 運転
全ての列車が普通列車として運転されている。全線通し運転の列車のほか、大原駅 - 大多喜駅・大多喜駅 - 上総中野駅間の区間列車が運転されている。普通列車はワンマン運転を実施しており、単行（1両）または2両での運行が基本である。普通列車の運行本数は大原駅 - 上総中野駅間はほぼ1時間に1本となっている。しかし土休日の大多喜駅 - 上総中野駅間は2024年のダイヤ改正で1日8本に減便され、一部時間帯では3時間近く運行間隔が開く時間がある。なお、車両の夜間滞泊は大多喜駅のみで行っている。
国鉄時代は大原駅発の最終が夜10時台で、2013年3月16日現在のダイヤよりも約1時間遅く、夜間滞泊は上総中野駅で行っていた。

### 観光急行列車（運転終了）
2011年4月29日から、主に土休日に大多喜駅 - 大原駅間で西日本旅客鉄道（JR西日本）から譲渡された気動車キハ52 125による「観光急行列車」が運転されていた。乗車の際は急行券が必要で、大原駅、上総東駅、国吉駅、城見ヶ丘駅、大多喜駅に停車していた。2013年3月からはJR西日本から譲渡されたキハ28 2346の連結を開始した。観光急行列車は2024年3月16日のダイヤ改正で運転を終了している。
観光急行列車2両編成のうち2号車のキハ28を貸切車両「レストラン・キハ」とし、車内でイタリア料理などを提供するレストラン列車を運行していた。2020年には9月5日から11月28日までの毎週土曜日に、列車内で千葉の日本酒と房総産料理を提供する「日本酒BAR（バール）列車」が運行された。
レストラン列車は2022年9月に運行終了、キハ28 2346は2022年11月27日で定期運行を終了、2023年2月8日で営業運転を終了した。

## 使用車両

### いすみ鉄道転換後
- いすみ300型
- いすみ350型
- キハ52形 (2024年3月改正から臨時専用化)

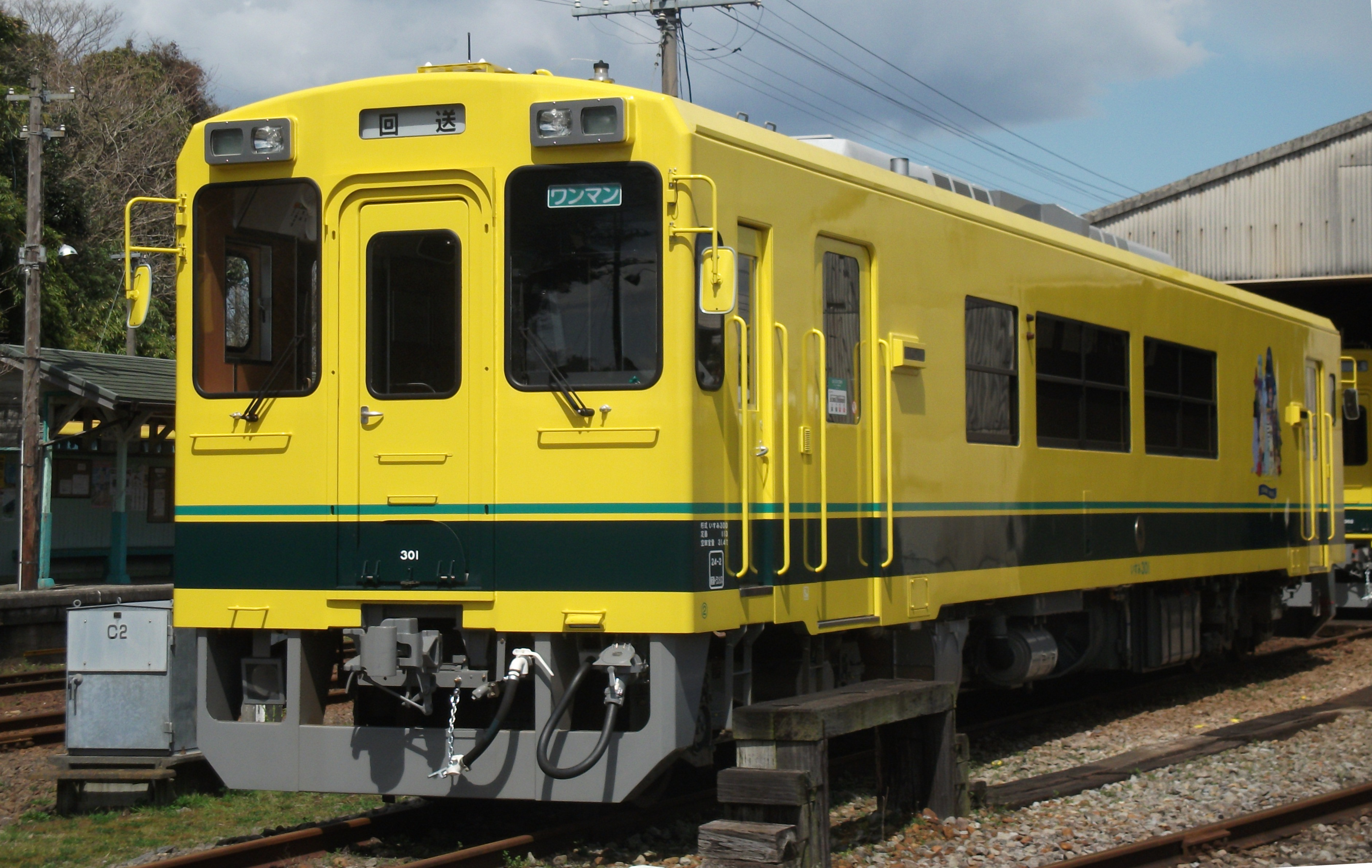
いすみ300型
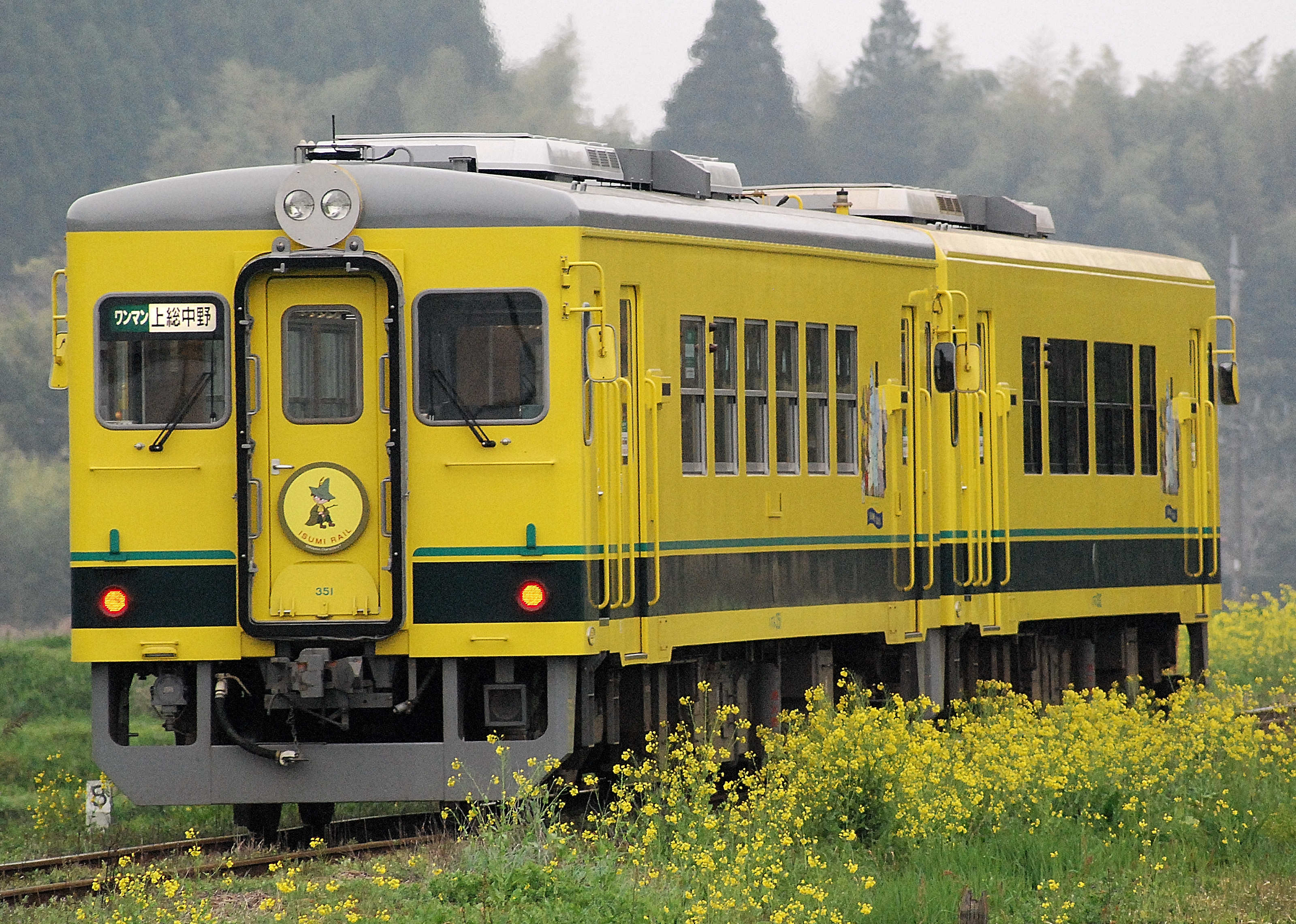
いすみ350型（手前側の車両）
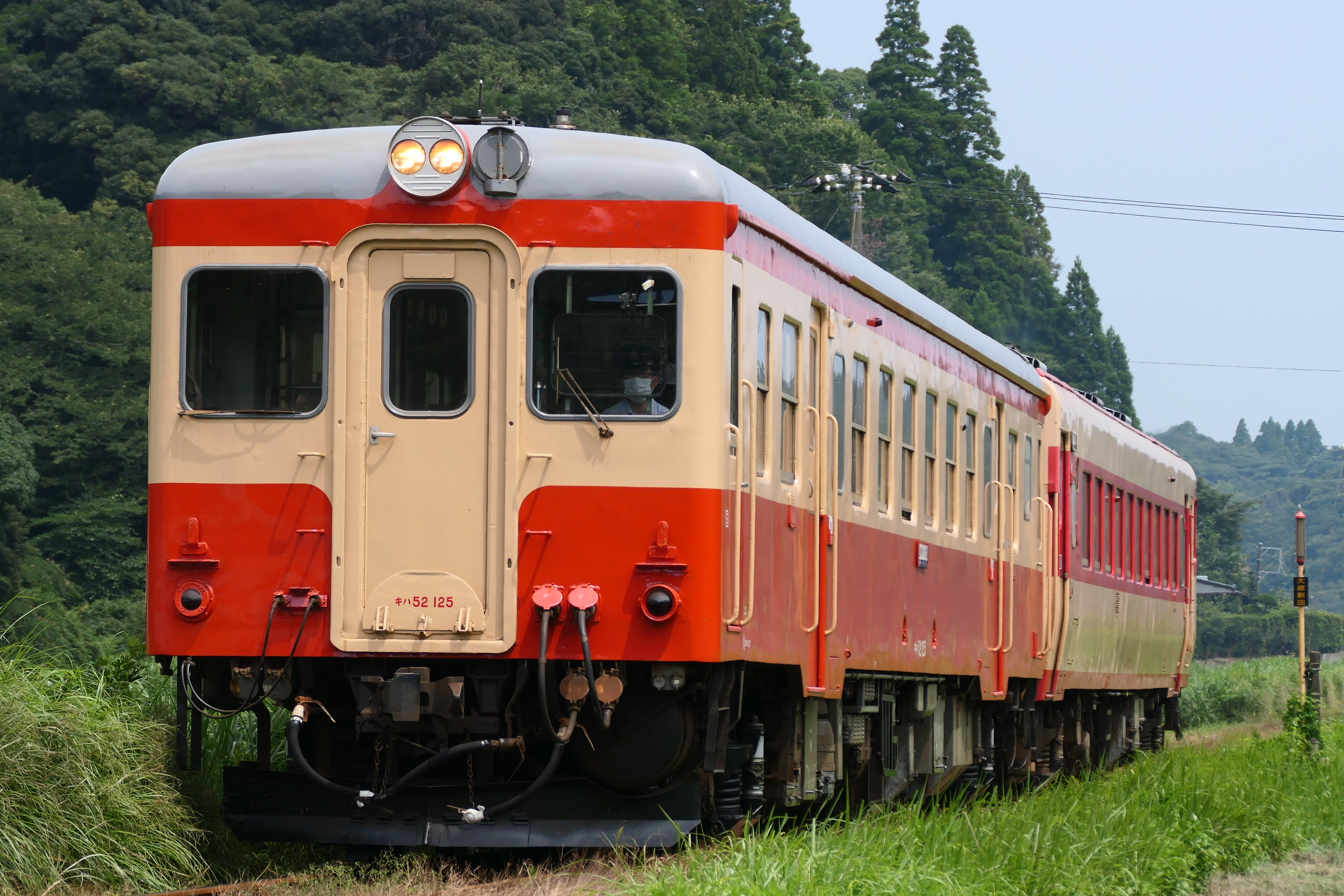
キハ52 125を先頭にキハ28 2346との2両編成で運転される「観光急行列車」

### 過去の車両
- キハ28形 - 2023年2月8日限りで営業運転を終了。
- いすみ100型・200型・200'型 - 2024年7月をもって全車除籍。

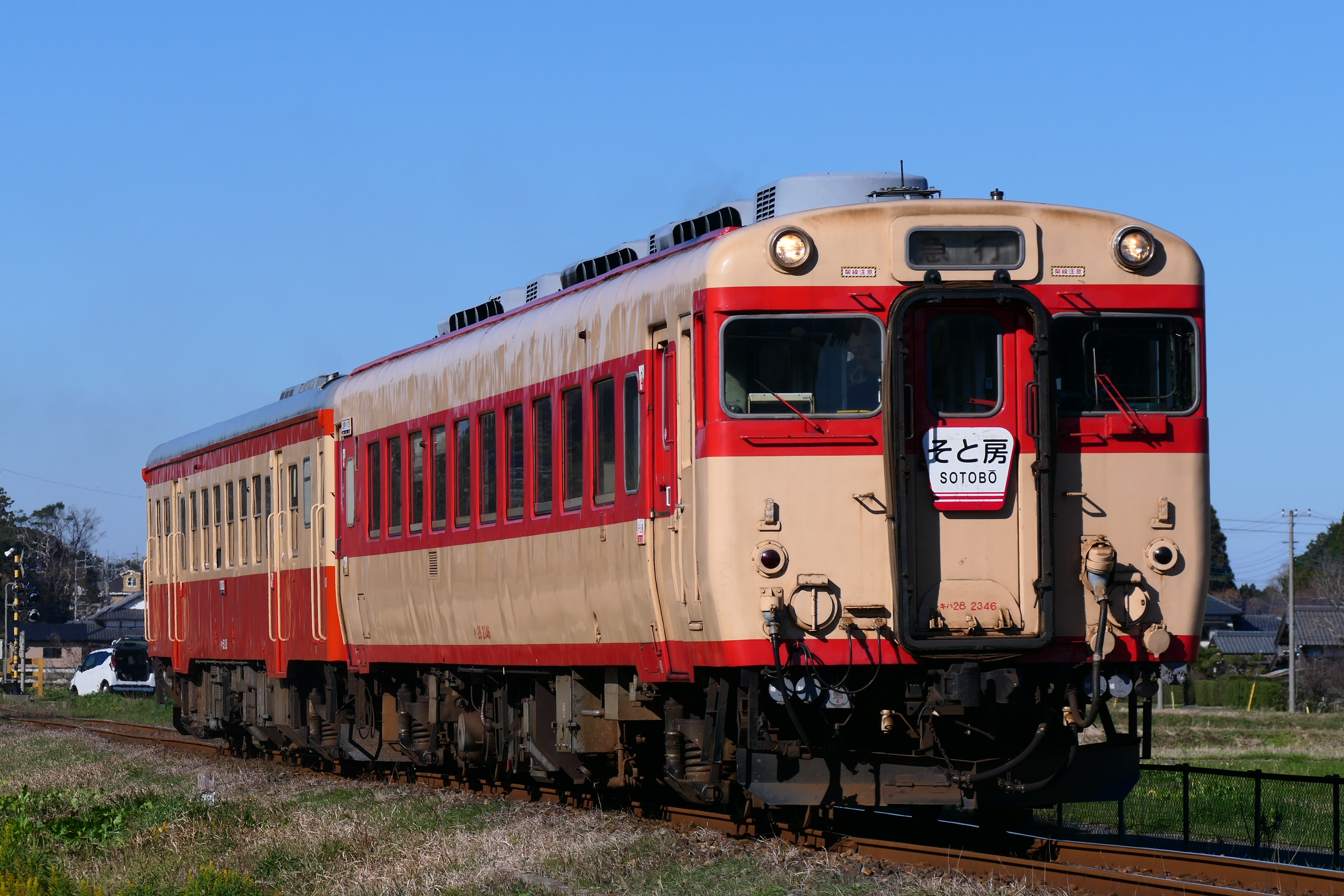
キハ28 2346を先頭にキハ52 125との2両編成で運転される「観光急行列車」
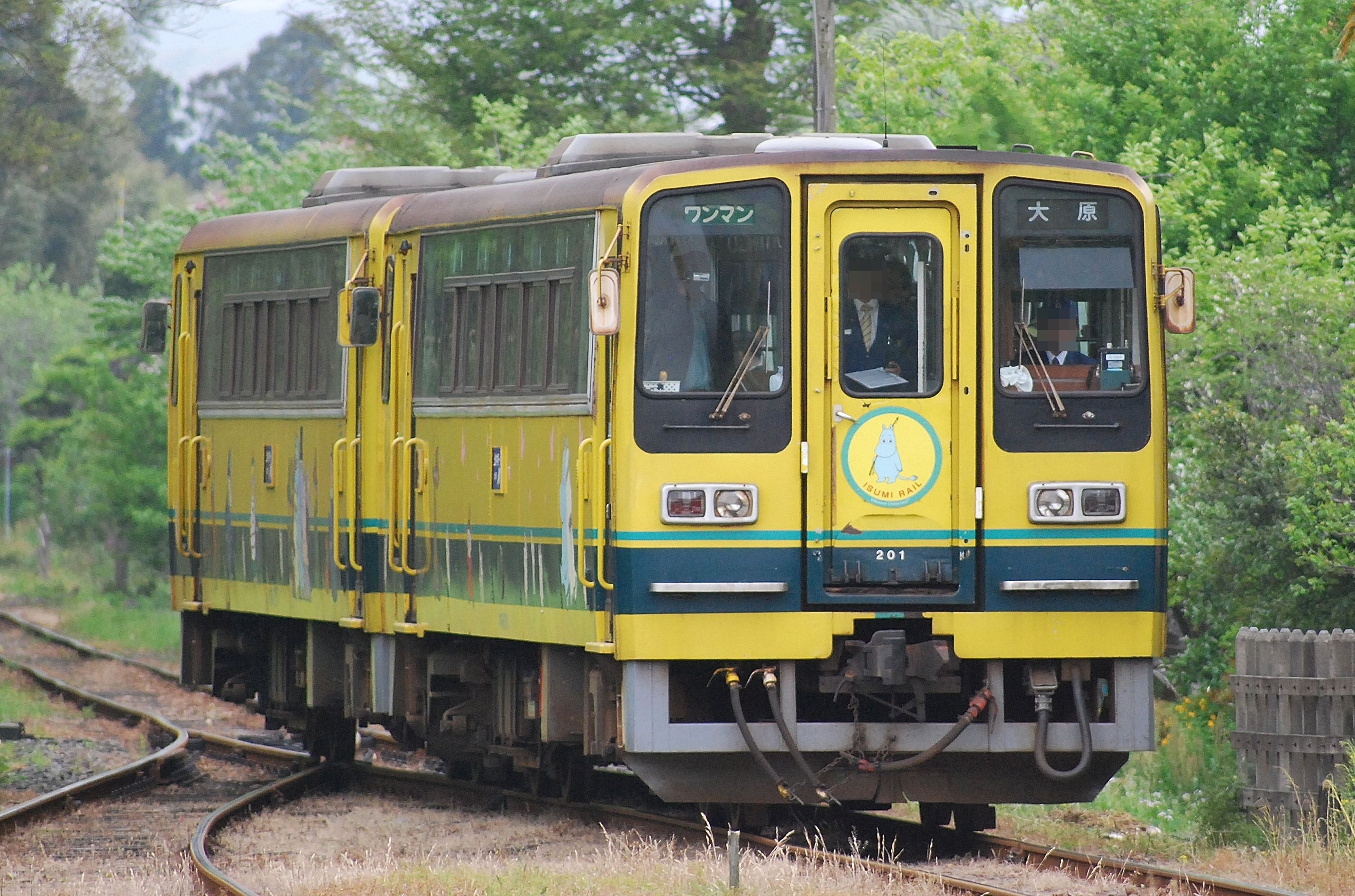
いすみ200'型

#### 木原線時代
- キハ40000形
- キハ10000形
- キハ30・35形
  - キハ30・35形は、木更津支区所属の車両が運用されていた。国吉駅に静態保存されているキハ30-62は、2012年まで久留里線で運用されていたものであるが、国鉄時代に当線で運用されていたことがある。

## 利用状況

### 輸送実績
いすみ線の輸送実績を下表に記す。
表中、輸送人員の単位は万人。輸送人員は年度での値。表中、最高値を赤色で、最高値を記録した年度以降の最低値を青色で、最高値を記録した年度以前の最低値を緑色で表記している。
| 年度別輸送実績     | 年度別輸送実績                  | 年度別輸送実績                  | 年度別輸送実績                  | 年度別輸送実績                  | 年度別輸送実績  | 年度別輸送実績       |
| 年度               | 輸送実績（乗車人員）：万人/年度 | 輸送実績（乗車人員）：万人/年度 | 輸送実績（乗車人員）：万人/年度 | 輸送実績（乗車人員）：万人/年度 | 輸送密度 人/1日 | 特記事項             |
| ------------------ | ------------------------------- | ------------------------------- | ------------------------------- | ------------------------------- | --------------- | -------------------- |
| 年度               | 通勤定期                        | 通学定期                        | 定期外                          | 合計                            | 輸送密度 人/1日 | 特記事項             |
| 1987年（昭和62年） | 0.5                             | 1.6                             | 1.7                             | 3.8                             |                 | JR東日本より運営移管 |
| 1988年（昭和63年） | 7.9                             | 78.9                            | 25.2                            | 112.0                           | 1,273           |                      |
| 1989年（平成元年） | 7.4                             | 78.5                            | 24.0                            | 109.9                           | 1,267           |                      |
| 1990年（平成2年）  | 6.5                             | 77.8                            | 24.0                            | 108.3                           | 1,266           |                      |
| 1991年（平成3年）  | 6.1                             | 71.8                            | 22.7                            | 100.6                           | 1,179           |                      |
| 1992年（平成4年）  | 5.0                             | 67.2                            | 24.0                            | 96.2                            | 1,150           |                      |
| 1993年（平成5年）  | 4.0                             | 64.4                            | 24.0                            | 92.4                            | 1,076           |                      |
| 1994年（平成6年）  | 3.8                             | 61.5                            | 24.5                            | 89.8                            | 1,045           |                      |
| 1995年（平成7年）  | 3.5                             | 60.8                            | 22.6                            | 86.9                            | 1,018           |                      |
| 1996年（平成8年）  | 3.4                             | 54.4                            | 22.6                            | 80.4                            | 936             |                      |
| 1997年（平成9年）  | 3.3                             | 52.6                            | 20.9                            | 76.8                            | 894             |                      |
| 1998年（平成10年） | 2.6                             | 49.4                            | 19.4                            | 71.4                            | 830             |                      |
| 1999年（平成11年） | 2.4                             | 46.0                            | 19.2                            | 67.6                            | 825             |                      |
| 2000年（平成12年） | 2.5                             | 43.8                            | 16.7                            | 63.0                            | 794             |                      |
| 2001年（平成13年） | 2.1                             | 42.9                            | 15.4                            | 60.4                            | 764             |                      |
| 2002年（平成14年） | 2.0                             | 37.6                            | 14.3                            | 53.9                            | 689             |                      |
| 2003年（平成15年） | 1.8                             | 34.8                            | 15.0                            | 51.6                            | 639             |                      |
| 2004年（平成16年） | 1.3                             | 32.2                            | 12.4                            | 45.9                            | 489             |                      |
| 2005年（平成17年） | 1.1                             | 32.1                            | 12.2                            | 45.4                            | 568             |                      |
| 2006年（平成18年） | 5.3                             | 32.3                            | 12.2                            | 50.0                            | 615             |                      |
| 2007年（平成19年） | 5.0                             | 30.5                            | 12.8                            | 48.3                            | 604             |                      |
| 2008年（平成20年） | 4.5                             | 25.0                            | 14.3                            | 43.9                            | 560             |                      |
| 2009年（平成21年） | 4.9                             | 22.1                            | 13.6                            | 40.6                            | 530             |                      |
| 2010年（平成22年） |                                 |                                 | 14.3                            | 39.5                            |                 |                      |
| 2011年（平成23年） |                                 |                                 | 15.2                            | 41.0                            |                 |                      |
| 2012年（平成24年） | 3.8                             | 22.1                            | 17.6                            | 43.6                            | 572             |                      |
| 2013年（平成25年） | 2.0                             | 21.7                            | 15.9                            | 39.6                            | 544             |                      |
| 2014年（平成26年） | 1.8                             | 20.0                            | 17.5                            | 39.3                            | 537             |                      |
| 2015年（平成27年） |                                 |                                 |                                 |                                 |                 |                      |
| 2016年（平成28年） | 2.3                             | 19.6                            | 17.9                            | 39.8                            | 566             |                      |
| 2017年（平成29年） | 1.8                             | 18.3                            | 17.6                            | 37.7                            | 540             |                      |
| 2018年（平成30年） | 1.5                             | 16.8                            | 15.2                            | 33.5                            |                 |                      |
| 2019年（令和元年） | 1.3                             | 15.6                            | 11.9                            | 28.8                            | 385             |                      |
| 2020年（令和2年）  | 1.7                             | 11.6                            | 8.9                             | 22.2                            | 294             |                      |
| 2021年（令和3年）  | 1.3                             | 13.5                            | 10.4                            | 25.2                            |                 |                      |

### 収入実績
いすみ線の収入実績を下表に記す。
表中、収入の単位は千円。数値は年度での値。表中、最高値を赤色で、最高値を記録した年度以降の最低値を青色で、最高値を記録した年度以前の最低値を緑色で表記している。
| 年度別収入実績     | 年度別収入実績          | 年度別収入実績          | 年度別収入実績          | 年度別収入実績          | 年度別収入実績          | 年度別収入実績     | 年度別収入実績   |
| 年度               | 旅客運賃収入：千円/年度 | 旅客運賃収入：千円/年度 | 旅客運賃収入：千円/年度 | 旅客運賃収入：千円/年度 | 旅客運賃収入：千円/年度 | 運輸雑収 千円/年度 | 総合計 千円/年度 |
| ------------------ | ----------------------- | ----------------------- | ----------------------- | ----------------------- | ----------------------- | ------------------ | ---------------- |
| 年度               | 通勤定期                | 通学定期                | 定期外                  | 手小荷物                | 合計                    | 運輸雑収 千円/年度 | 総合計 千円/年度 |
| 1987年（昭和62年） | 2,606                   | 7,000                   | 5,702                   | 0                       | 15,308                  | 75                 | 15,383           |
| 1988年（昭和63年） | 12,658                  | 82,521                  | 78,839                  | 0                       | 174,018                 | 4,212              | 178,230          |
| 1989年（平成元年） | 12,538                  | 85,202                  | 77,921                  | 0                       | 175,661                 | 11,876             | 187,537          |
| 1990年（平成2年）  | 10,288                  | 81,436                  | 77,011                  | 0                       | 168,735                 | 6,324              | 175,059          |
| 1991年（平成3年）  | 10,822                  | 82,173                  | 80,106                  | 0                       | 173,101                 | 8,541              | 181,642          |
| 1992年（平成4年）  | 9,093                   | 78,287                  | 82,705                  | 0                       | 170,085                 | 22,816             | 192,901          |
| 1993年（平成5年）  | 7,505                   | 73,154                  | 81,843                  | 0                       | 162,572                 | 11,094             | 173,666          |
| 1994年（平成6年）  | 6,875                   | 70,584                  | 81,705                  | 0                       | 159,164                 | 6,077              | 165,241          |
| 1995年（平成7年）  | 6,705                   | 69,984                  | 77,402                  | 0                       | 154,091                 | 8,825              | 162,916          |
| 1996年（平成8年）  | 6,241                   | 63,715                  | 76,245                  | 0                       | 146,201                 | 5,629              | 151,830          |
| 1997年（平成9年）  | 6,363                   | 66,932                  | 75,571                  | 0                       | 148,866                 | 6,412              | 155,278          |
| 1998年（平成10年） | 4,193                   | 63,748                  | 68,906                  | 0                       | 136,847                 | 4,508              | 141,355          |
| 1999年（平成11年） | 4,522                   | 62,070                  | 69,550                  | 0                       | 136,142                 | 4,890              | 141,032          |
| 2000年（平成12年） | 5,338                   | 61,180                  | 62,415                  | 0                       | 128,933                 | 18,124             | 147,057          |
| 2001年（平成13年） | 3,830                   | 59,450                  | 56,374                  | 0                       | 119,654                 | 3,293              | 122,947          |
| 2002年（平成14年） | 4,170                   | 51,956                  | 50,678                  | 0                       | 106,804                 | 3,073              | 109,877          |
| 2003年（平成15年） | 3,476                   | 49,075                  | 53,098                  | 0                       | 105,649                 | 3,553              | 109,202          |
| 2004年（平成16年） | 2,353                   | 43,355                  | 44,427                  | 0                       | 90,135                  | 2,639              | 92,774           |
| 2005年（平成17年） | 2,089                   | 43,655                  | 45,232                  | 0                       | 90,976                  | 2,358              | 93,334           |
| 2006年（平成18年） | 9,898                   | 44,406                  | 44,107                  | 0                       | 98,410                  | 2,636              | 101,046          |
| 2007年（平成19年） | 9,026                   | 42,011                  | 46,469                  | 0                       | 97,506                  | 3,996              | 101,502          |
| 2008年（平成20年） | 8,655                   | 34,810                  | 51,029                  | 0                       | 94,494                  | 9,214              | 103,708          |
| 2009年（平成21年） | 10,426                  | 31,300                  | 48,410                  | 0                       | 90,136                  | 5,752              | 95,888           |
| 2010年（平成22年） |                         |                         |                         | 0                       | 88,371                  | 47,831             | 136,202          |
| 2011年（平成23年） |                         |                         |                         |                         |                         |                    |                  |
| 2012年（平成24年） | 7,532                   | 30,489                  | 59,366                  | 0                       | 97,387                  | 26,676             | 124,063          |
| 2013年（平成25年） | 3,709                   | 29,964                  | 58,023                  | 0                       | 91,696                  | 19,408             | 111,104          |
| 2014年（平成26年） | 2,978                   | 28,701                  | 59,561                  | 0                       | 91,240                  | 21,438             | 112,678          |
| 2015年（平成27年） | 3,322                   | 26,038                  | 62,763                  | 0                       | 92,123                  | 149,314            | 241,437          |
| 2016年（平成28年） | 3,366                   | 24,523                  | 67,193                  | 0                       | 95,082                  | 6,704              | 101,786          |
| 2017年（平成29年） | 3,150                   | 25,939                  | 63,583                  | 0                       | 92,672                  | 6,625              | 99,297           |
| 2018年（平成30年） | 2,473                   | 25,054                  | 56,160                  | 0                       | 83,687                  | 6,220              | 89,907           |
| 2019年（令和元年） | 2,025                   | 21,780                  | 42,940                  | 0                       | 66,745                  | 7,172              | 73,917           |
| 2020年（令和2年）  | 2,397                   | 16,544                  | 29,618                  | 0                       | 48,559                  | 4,928              | 53,487           |
| 2021年（令和3年）  | 1,867                   | 19,121                  | 37,544                  | 0                       | 58,558                  | 6,028              | 64,586           |

## 歴史
1922年（大正11年）公布の改正鉄道敷設法により木原線の建設が決まるが、時期は未定であった。当時大原 - 大多喜間で営業していた千葉県営人車軌道およびその後身の夷隅軌道は赤字経営であり、沿線地域の経済力では経営再建は不可能な状態に陥っていた。木原線が実現すると建設費及びその後の営業赤字は政府負担となるので、地元では鉄道省への陳情を盛んに行い、1925年（大正14年）に木原線建設着工が承認される。
1930年（昭和5年）に開業した木原線は、本来、久留里線と結んで大原 - 木更津間を結ぶ鉄道（改正鉄道敷設法別表第48号）として計画された。木原線という路線名も木更津の木と大原（現・いすみ市）の原から採られたものだったが、上総中野 - 上総亀山間は建設されなかった。なお、夷隅軌道は木原線開業が決まったことにより廃止されている。路線名の読み仮名は「きはらせん」で、二つの地名から一文字ずつを取って付けられた路線の中では数少ない「両方の漢字を訓読みする路線名（国鉄分割民営化の時点では他に米坂線と大糸線のみ。通常は音読み）」だった。
開業当初の列車の運行は、蒸気機関車C10形とC12形が客車を数両牽引していた。
沿線は人口希薄地帯で輸送量は多くなく、合理化のために1934年（昭和9年）にガソリンカーキハ40000形を投入して列車本数を増発した。同車は太平洋戦争中のガソリン不足を補うために、周辺で産出される天然ガス動力となって1944年（昭和19年）まで運行される。
戦後はC12による客車列車になり、1948年（昭和23年）8月から天然ガス車も復活するがこれは短期間で消滅する。1954年（昭和29年）には経営合理化と小型車両による列車本数の増発による旅客サービスの向上を目的としてレールバス（キハ10000形）が投入されるが、乗車定員が少ないうえ、軽量すぎて踏切感知が作動せず警報機が鳴らないなどの問題から7年間の使用で終わった。この時代が木原線の列車本数が最も多い時期であったが、定員数56人のキハ10000形では対応しきれなかった。
1981年（昭和56年）に国鉄再建法施行により第1次特定地方交通線に指定され、1987年（昭和62年）に東日本旅客鉄道（JR東日本）に承継された後、1988年（昭和63年）にいすみ鉄道に転換された。第1次廃止対象路線としては、最後の転換だった。

### 年表
- 1930年（昭和5年）4月1日 - 木原線大原駅 - 大多喜駅間 (15.9km) 開業（上総東駅、国吉駅、上総中川駅開業）[17]。
- 1931年（昭和6年）8月29日 - 大多喜-総元間の工事認可指令[18]
- 1933年（昭和8年）8月25日 - 大多喜駅 - 総元駅 (6.4km) 開業[19]。
- 1934年（昭和9年）
  - 8月26日 総元駅 - 上総中野駅間 (4.6km) 開業[20]。大原駅 - 上総中野駅間 26.9kmが全通。
  - 9月15日 - 気動車運行開始（大原駅 - 上総中野駅間）[21]。
- 1937年（昭和12年）2月1日 - 東総元駅、西畑駅開業[22]。
- 1945年（昭和20年）6月10日 - 東総元駅休止。
- 1946年（昭和21年）6月10日 - 東総元駅再開。
- 1960年（昭和35年）6月20日 - 西大原駅、新田野駅、小谷松駅、久我原駅開業。
- 1968年（昭和43年）9月4日 - 国鉄諮問委員会により廃止対象のローカル線（赤字83線）に指定される。
- 1970年（昭和45年）7月1日 - 集中豪雨により路盤が流出、寸断（全線復旧は10月1日）。
- 1974年（昭和49年）10月1日 - 貨物営業廃止。
- 1981年（昭和56年）9月18日 - 廃止承認（第1次廃止対象特定地方交通線）。
- 1987年（昭和62年）4月1日 - 国鉄分割民営化により東日本旅客鉄道（JR東日本）に承継。
- 1988年（昭和63年）3月24日 - JR木原線廃止[1]。いすみ鉄道いすみ線開業[1]。大原駅 - 西大原駅間を1.8 kmから1.7 kmに改キロ、これにより全線の営業キロは26.9 kmから26.8 kmとなる[23]。いすみ100型（後のいすみ200'型）営業運転開始。
- 2004年（平成16年）4月1日 - 最終列車を1時間繰り上げる。
- 2008年（平成20年）8月9日 - 城見ヶ丘駅開業[24]。
- 2009年（平成21年）10月1日 - ムーミン列車の運行を開始[25]。
- 2011年（平成23年）4月29日 - 主に土休日に大多喜駅 - 大原駅間でキハ52 125による「観光急行列車」の営業運転を開始[26]。
- 2012年（平成24年）4月1日 - いすみ300型営業運転開始。
- 2013年（平成25年）
  - 2月1日 - いすみ350型営業運転開始。
  - 3月9日 - キハ28 2346営業運転開始。
  - 3月16日 - ダイヤ改正により、土休日ダイヤが設定される。
  - 12月28日 - 西畑駅 - 上総中野駅間で、大原駅発上総中野駅行き普通列車（63D列車 1両編成ワンマン）の前台車第1軸が脱線。乗客4名および運転士に負傷者なし。
- 2014年（平成26年）
  - 2月15日-16日 - キハ52・キハ28を使用して夜行列車が運転される。5月17日-18日にも運転された。
  - 8月28日 - 台湾鉄路管理局（台湾国鉄にあたる）の集集線と姉妹鉄道の縁組みを結び、周永暉同局局長（当時）来臨のうえ勝浦市内で仮調印式を行う。10月の本調印後は相互送客やイベントの共同企画に取り組むことに[27]。
- 2019年（平成31年/令和元年）
  - 3月末 - ムーミン列車運行終了[28]。30日に大多喜駅でイベント[29]。
  - 9月9日 - 台風15号の影響により運休[30]。
  - 9月14日中までに - 全線運転再開[31]。
- 2023年（令和5年）
  - 2月8日 - キハ28が運行を終了[12]。
  - 3月18日 - キハ52の運行を土曜のみに変更し、休日・祝日の急行はいすみ型にて運転。
  - 9月8日 - 台風13号により全線で運休。13日から大原駅 - 大多喜駅間で運転再開[32]。
  - 12月25日 - 大多喜駅 - 上総中野駅間復旧に伴い全線で運転を再開[33]。
- 2024年（令和6年）
  - 3月16日 - ダイヤ改正で観光急行列車の定期運行終了[7]。
  - 10月4日 - 午前8時8分頃、国吉駅 - 上総中川駅間の苅谷踏切付近で大原駅発上総中野駅行き普通列車（351形・352形の2両編成）が脱線[34][35][36]。この脱線事故に伴い全線運休。バスによる代行輸送を開始[37]。
- 2027年（令和9年）秋頃 - 一部区間の運転再開を予定[38]。

## 駅一覧
- 全駅千葉県に所在。
- 命名権による呼称は、命名権募集によって名付けられた駅名（2024年7月時点）。
- 全列車普通列車で各駅に停車（表中省略）
- 線路（全線単線） … ◇：列車交換可、｜：列車交換不可

| 駅名       | 命名権による呼称             | 駅間キロ | 累計キロ | 接続路線               | 線路 | 所在地          |
| ---------- | ---------------------------- | -------- | -------- | ---------------------- | ---- | --------------- |
| 大原駅     | FreeWi-FiならWi2大原         | -        | 0.0      | 東日本旅客鉄道：外房線 | ◇    | いすみ市        |
| 西大原駅   |                              | 1.7      | 1.7      |                        | ｜   | いすみ市        |
| 上総東駅   |                              | 3.5      | 5.2      |                        | ◇    | いすみ市        |
| 新田野駅   | サンテック新田野             | 2.2      | 7.4      |                        | ｜   | いすみ市        |
| 国吉駅     | NSI国吉                      | 1.4      | 8.8      |                        | ◇    | いすみ市        |
| 上総中川駅 | JAPANNEXT上総中川            | 3.1      | 11.9     |                        | ｜   | いすみ市        |
| 城見ヶ丘駅 | 大多喜ハーブガーデン城見ヶ丘 | 2.8      | 14.7     |                        | ｜   | 夷隅郡 大多喜町 |
| 大多喜駅   | デンタルサポート大多喜       | 1.1      | 15.8     |                        | ◇    | 夷隅郡 大多喜町 |
| 小谷松駅   |                              | 2.4      | 18.2     |                        | ｜   | 夷隅郡 大多喜町 |
| 東総元駅   | 週刊バイクTV東総元           | 1.4      | 19.6     |                        | ｜   | 夷隅郡 大多喜町 |
| 久我原駅   | 三育学院大学久我原           | 1.2      | 20.8     |                        | ｜   | 夷隅郡 大多喜町 |
| 総元駅     | GSK総元                      | 1.4      | 22.2     |                        | ｜   | 夷隅郡 大多喜町 |
| 西畑駅     | momo西畑                     | 2.9      | 25.1     |                        | ｜   | 夷隅郡 大多喜町 |
| 上総中野駅 |                              | 1.7      | 26.8     | 小湊鉄道：小湊鉄道線   | ｜   | 夷隅郡 大多喜町 |

## 小湊鉄道線との関係
小湊鉄道線との乗換駅である上総中野駅では、両線の線路は繋がっている。両線を乗り継ぐ利用者も多く、2005年からは「房総横断記念乗車券」が販売されている。2019年10月の豪雨災害で小湊鉄道線に運休区間が生じた際は、紅葉シーズンだったこともあり、いすみ鉄道線の乗客数も落ち込んだ。いすみ鉄道は銚子電鉄（千葉県銚子市）とともに、小湊鉄道の復興応援切符を発売した。
千葉県は2005年、両線の運行会社と沿線自治体が参加する「房総横断鉄道活性化協議会」を設立して、観光客誘致などを図ってきた。いすみ鉄道、小湊鐡道はダイヤ改正ごとに両線相互やJR東日本の乗り継ぎを考慮してきた。上総中野駅周辺は飲食店や観光スポットが少ないため、2020年3月14日実施分では特に乗り継ぎ時間短縮を重視して協議した。平均待ち時間は、いすみ鉄道線→小湊鉄道線が38分から17分に21分短縮、小湊鉄道線→いすみ鉄道線が38分から23分に15分短縮される。
前述の「房総横断記念乗車券」は、大原駅 - 五井駅間片道乗車・途中下車可能（折り返し乗車不可）で2,000円（2024年1月現在・大人料金）。なお、いすみ鉄道線の1日乗車券は平日1,200円・土休日1,500円（同）である。

## その他
- 近年、一部の駅の駅名標をJR東日本と同じデザインのサインへ交換した。なお、駅名標の帯の色はJR東日本と異なり黄色となっている。すべての駅で交換が完了したわけではなく、以前からの駅名標をラインカラーに準拠したデザインに塗り替えたもの、国鉄時代と同じタイプの木製の駅名標も見られる。
- 国鉄木原線時代に運用された車両キハ07 5は同和鉱業片上鉄道線旧吉ヶ原駅の柵原ふれあい鉱山公園にて動態保存中。北野武監督の映画『アキレスと亀』にも登場した。